# 皎漂港
皎漂港位于缅甸若开邦皎漂县，是兰里岛和大陆构成的一个南北向的狭长海港。归缅甸港务局所有。2007年，缅甸军政府的国家和平与发展委员会曾提出在全国建设包括皎漂港在内的六个经济特区，并授权国内最大的民营公司与云南能投联合外经股份有限公司协商皎漂的非能源开发。

## 概要
皎漂港为传统渔港，19世纪初英国入侵缅甸后，就曾利用该地作为由沿海走廊侵入伊洛瓦底江三角洲的基地。如今的皎漂港与若开邦首府实兑等地有汽轮联系。皎漂港是一处优良的天然避风避浪港，自然水深24米左右，向西可通往印度洋，可航行、停泊25万至30万吨级远洋客货轮船。皎漂港开发建设后，将可成为缅甸最大的远洋深水港。

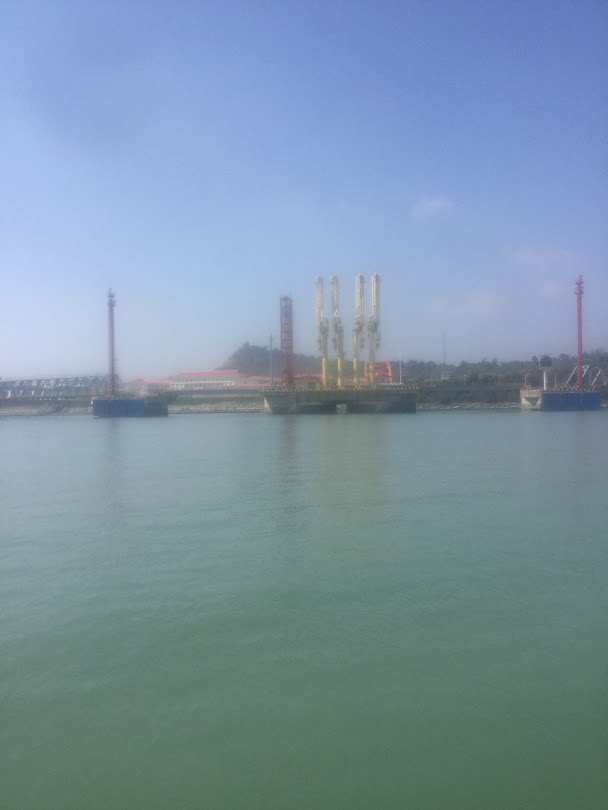
中缅原油管道项目

## 开发
2015年12月30日，经过内阁和议会审批，缅甸政府正式宣布中信联合体中标皎漂港和工业园项目。2017年4月10日，中共中央总书记兼中国国家主席习近平在人民大会堂同缅甸总统吴廷觉举行会谈，提出要推动缅甸皎漂特别经济区等重点合作项目早日实施。此外，中信集团还打算收购该港口，路透社还引述消息人士称，如果交易成功，中方愿意放弃此前在争议声中停工的密松水电站项目，该项目价值36亿美元。
中缅原油管道的起点位于缅甸西海岸皎漂港东南方的微型小岛马德岛，天然气管道起点在皎漂港。中缅油气管道境外和境内段分别于2010年6月3日和9月10日正式开工建设。2017年4月10日，原油管道工程宣告正式投入运行。
缅甸軍政府的國家管理委員會与中国中信集团2023年12月26签署了对2014年皎漂深水港协议（涉及港口和周边工业园项目）的“补充协议”，重新启动该建设项目。